# Chi Vân môn
Chi Vân môn hay chi Môn nước (danh pháp khoa học: Zantedeschia) là một chi chứa khoảng 28 loài cây thân thảo trong họ Ráy (Araceae), có nguồn gốc ở miền nam châu Phi, từ Nam Phi về phía bắc tới Malawi. Tên gọi khoa học của chi này do nhà thực vật học người Đức là Kurt Sprengel (1766 - 1833) đặt theo tên nhà thực vật học người Ý Giovanni Zantedeschi (1773-1846). Các tên gọi phổ biến trong tiếng Anh cho các loài trong chi này là Arum lily (dịch kiểu ghép từ là loa kèn chân bê) cho Z. aethiopica và calla hay calla lily (dịch kiểu ghép từ đều là thủy vu) cho Z. elliottiana và Z. rehmannii mặc dù trên thực tế chúng không phải là các loài loa kèn thật sự (họ Liliaceae) mà cũng chẳng phải chân bê (Arum spp.) hay thủy vu (loài thủy vu thật sự có danh pháp Calla pallustris, có quan hệ họ hàng khá gần với các loài vân môn này do đều cùng nằm trong họ Araceae, trước đây các loài vân môn cũng được đưa vào chi Calla). Các loài vân môn thường được thể hiện trong nhiều loại tranh vẽ, chẳng hạn có thể thấy chúng trong nhiều tác phẩm nghệ thuật của Diego Rivera.
Các loài trong chi Zantedeschia là các loại cây thân thảo có thân rễ sống lâu năm, cao tới 1-2,5 m và có các lá dài tới 15–45 cm. Cụm hoa là dạng mo nói chung có màu trắng, vàng hay hồng sặc sỡ với hình dáng giống như cái phễu và bông mo ở trung tâm với hình dáng giống ngón tay và có màu vàng.
Các loài trong chi Zantedeschia là các dạng thực vật có độc, có khả năng giết chết gia súc và trẻ em khi ăn phải. "All parts of the plant are toxic, and produce irritation and swelling of the mouth and throat, acute vomiting and diarrhoea." (Tất cả các bộ phận của cây đều có độc, gây ra kích thích và sưng miệng và họng, nôn mửa và tiêu chảy cấp) 

## Một số loài
- Zantedeschia aethiopica – vân môn, vân môn trắng. Tại khu vực Đà Lạt người ta gọi nó là loa kèn/thủy vu.
- Zantedeschia albomaculata – vân môn đốm
- Zantedeschia elliottiana – vân môn vàng
- Zantedeschia jucunda
- Zantedeschia odorata
- Zantedeschia pentlandii
- Zantedeschia rehmannii – vân môn hồng
- Zantedeschia valida

## Gieo trồng

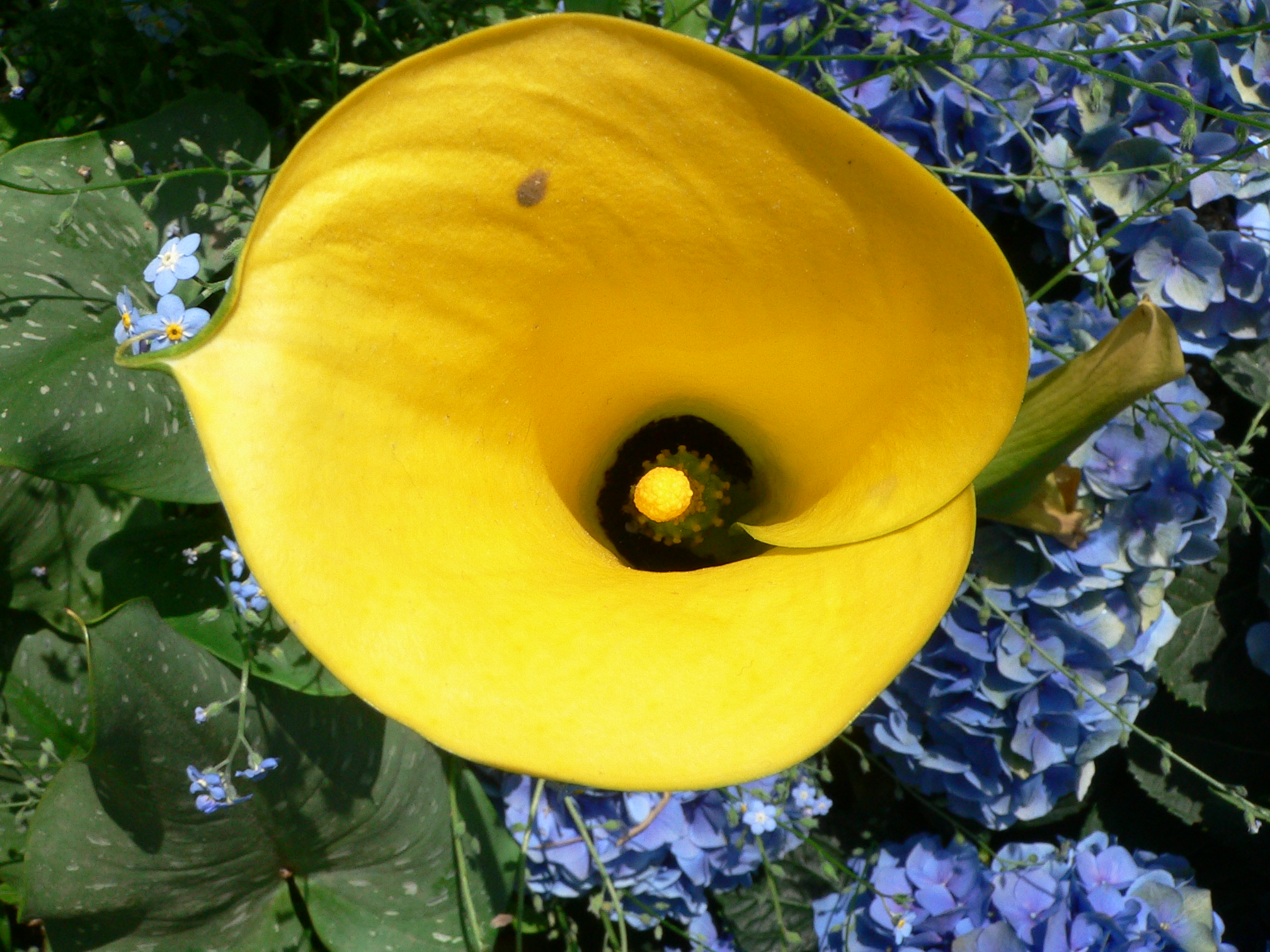
Vân môn vàng (Zantedeschia elliottiana)

Tất cả các loài đều là đặc hữu của miền nam châu Phi. Z. aethiopica mọc tự nhiên cạnh các đầm lầy và chỉ trở thành cây sớm rụng lá khi nguồn nước cạn kiệt. Nó phát triển liên tục khi được tưới đủ nước và có thể sống sót trong điều kiện sương giá nhỏ. Z. aethiopica là loài cây có sức sống mãnh liệt, có khả năng phát triển trên nhiều loại đất và môi trường sống, nhân giống bằng các chồi thân rễ; nó đã phát tán tới nhiều nơi trên thế giới và bị coi là loài cỏ dại. Z. odorata là loài hiếm, trông tương tự như Z. aethiopica, nhưng là cây có lá sớm rụng và có mùi tương tự như freesia, đặc hữu tại một vài nơi ở Nam Phi. Z. albomaculata là loài phổ biến rộng, có tại khu vực từ Nam Phi về phía bắc tới Kenya, với sắc thái hoa biến đổi từ trắng tới kem, hồng hay cam. Z. elliotiana chỉ có từ những nguồn trồng cây cảnh và có lẽ có nguồn gốc lai ghép. Z. jucunda và Z. pentlandii là các loài hiếm với các hoa lớn màu vàng sặc sỡ. Z. rehmannii có hoa màu hồng và lá hình kiếm.
Tất cả các loài vân môn đều có hoa với mo lớn, sặc sỡ nên hay được trồng làm cây cảnh hay để thu hoạch hoa.
Zantedeschia là các loài thực vật có sức sống tốt, nhưng sức chịu đựng giá lạnh mùa đông là khác nhau. Loài vân môn trắng Zantedeschia aethiopica và một số họ hàng có thể sống sót được ở nhiệt độ tới -23 °C (Vùng 6 theo tiêu chuẩn của USDA) nhưng các loài khác chỉ có thể sinh sống trong các khu vực ấm hơn (vùng 7, vùng 8).
Tại tây nam Australia, Z. aethiopica được nhập nội cho nghề làm vườn. Nó đã trở nên phổ biến và là loại cỏ dại nguy hiểm cho các nguồn nước, các bãi chăn thả gia súc ẩm ướt và các đồng cỏ thạch nam.
Vân môn trắng là các giống từ loài Z. aethiopica. Tất cả các dạng có hoa màu vàng, cam, đỏ, tía chủ yếu từ các loài Z. albomaculata, Z. pentlandii và Z. rehmanni.